# 篠崎孝司
篠崎孝司（しのざき たかつかさ、1951年 - ）は、栃木県足利市出身のアーティスト、陶芸家。足利市ルンビニー園美術講師。

## 経歴
九州産業大学芸術学部美術科卒。
- 1989年
  - 栃木県足利市に築窯。コンテンポラリーな作品を手がける。代表作は「Stone Bike」。
- 1993年
  - 日本現代工芸展入選。
- 2000年
  - 鉄製の楽器「シデロ・イホス」（原田和男作品[1]）との出会いがきっかけとなり、陶製オリジナル和楽器「太古の響き 水留音〈雫〉」の制作を開始。
- 2001年
  - 朝日陶芸展入選。群馬県館林市「スペースU」にて「水留音」を正式発表。
- 2002年
  - ギャラリー en（群馬県太田市）にて「水留音」展。
  - 有隣館（群馬県桐生市）にて「水留音」展。
  - 山の上ギャラリー（神奈川県横浜市戸塚区）にて「Ancient Science」展。
  - 有隣館（群馬県桐生市）芸術祭に出品。
- 2003年
  - 大谷資料館（栃木県宇都宮市）にて「水留音」展。
  - 足利市立美術館（栃木県）「西アフリカ展」にて特別展示。
- 2004年
  - 大谷資料館インテグレーション参加。
  - ギャラリーさかにし（栃木県足利市）にて「水留音」展。
- 2005年
  - 牛込箪笥区民ホール（東京都新宿区）「いつくしみへの和」に出展。
- 2007年
  - 川越市立美術館（埼玉県川越市）タッチアート・コーナーにて個展・演奏。
- 2008年
  - 高崎市美術館（群馬県高崎市）「タッチハート」展にて演奏。
  - 中ノ沢美術館（群馬県前橋市）「アンティエ・グメルス」展にて演奏。
  - ノイエス朝日（群馬県前橋市）にて「太古の響き」展。
  - 渋川美術館（群馬県渋川市）にてミュージアム・コンサート。
- 2009年 
  - 新潟県新潟市「にいがた ～ 水と土の芸術祭」にて小林嵯峨「クイビーン・オフラハラ[2]作『神秘の家屋』を踊る」に客演[3]。
- 2010年 
  - 栃木県立美術館（栃木県宇都宮市）「イノセンス ― いのちに向き合うアート」展にて演奏・対談。